# Witschouderibis
De witschouderibis (Pseudibis davisoni) is een vogel uit de familie Threskiornithidae (ibissen en lepelaars). Het is een ernstig bedreigde vogelsoort die nog voorkomt op twee locaties: zuidelijk Indochina en op Borneo. De soortaanduiding davisoni is een eerbetoon aan zijn ontdekker, de Britse ornitholoog William Ruxton Davison.

## Kenmerken
De vogel is 75 tot 85 cm lang, het is een grote watervogel met een grote brede snavel, een bleke vleeskleurige tot lichtblauw gekleurde naakte huid op de kop en nek, verder witte veren op de borst en buik en zwart van boven en in vlucht een witte vlek op de verder zwarte bovenvleugel (van daar de naam).

## Verspreiding en leefgebied
De witschouderibis had een veel grotere verspreiding binnen Indochina en Borneo, maar is in de loop van de twintigste eeuw terug gedrongen tot nog een paar gebieden. Rond 2012 komt deze ibis nog voor in zuidelijk Indochina in Zuid-Laos en vooral Cambodja waar het belangrijkste leefgebied ligt in een draslandnatuurgebied in de provincie Ratanakiri. Een kleiner deel van de wereldpopulatie bevindt zich op Borneo op Oost-Kalimantan aan de bovenloop van de Mahakam. Het leefgebied bestaat uit draslanden langs grote rivieren in combinatie met ongerept regenwoud.

## Status
De witschouderibis heeft een versnipperd verspreidingsgebied en daardoor is de kans op uitsterven aanwezig. De grootte van de populatie werd in 2013 door BirdLife International geschat op minstens 970 individuen. Het leefgebied van deze ibis wordt bedreigd door de aanleg van dammen, drooglegging van moerassen, ontbossing, jacht, verstoring en factoren die nog niet geheel duidelijk zijn. Om deze redenen staat deze soort als ernstig bedreigd (kritiek) op de Rode Lijst van de IUCN.